# Severn (Maryland)
Pour les articles homonymes, voir Severn.
Severn est une census-designated place située dans le comté d'Anne Arundel dans le Maryland. En 2010, sa population était de 44 231 habitants.

## Traduction
- (en) Cet article est partiellement ou en totalité issu de l’article de Wikipédia en anglais intitulé « Severn, Maryland » (voir la liste des auteurs).